# Trust (Unternehmen)
Trust International B.V. ist eine niederländische Unternehmensgruppe mit Sitz in Dordrecht. Die deutsche Niederlassung Trust Deutschland GmbH hat ihren Sitz in Kleve.

## Unternehmen
Das Unternehmen wurde ursprünglich 1981 unter dem Namen Aashima gegründet und importierte anfänglich Computerzubehör, Spielekonsolen sowie Videospiele. 1985 entwickelte das Unternehmen mit Joysticks die ersten eigenen Produkte. 1988 wurden die ersten ausländischen Niederlassungen in Deutschland, England, Italien und Frankreich gegründet. Der Sohn des Firmengründers, Michel Perridon, änderte 1993 den ursprünglichen Firmennamen in Trust und baute diesen daraufhin zur Marke aus.
Die Unternehmensgruppe besitzt derzeit 19 Niederlassungen in Europa und Asien und beschäftigt weltweit rund 250 Mitarbeiter, wobei der Großteil der Produktion nach China ausgelagert worden ist. Im Jahre 2010 betrug der Umsatz rund 250 Millionen Euro, den es vor allem im Niedrigpreissegment erwirtschaftet.
Das Unternehmen vertreibt Mäuse, Grafiktabletts und Tastaturen, Webcams, Zubehör für Notebooks, Audiogeräte für den PC-Bereich und Produkte für Computerspieler.

## Sponsoring im Motorsport
Trust unterstützte seit 2003 Formel-Eins-Teams, darunter Minardi, Jordan und Spyker. In der Saison 2009 trat Trust als Sponsor des Rennstalls Red Bull Racing auf. Die Fahrer trugen während dieser Saison das Trust-Logo auf ihren Helmen, zusätzlich wurden in Zusammenarbeit mit Red Bull Racing fünf Computermäuse entworfen.
Trust war in der Champ-Car-Saison 2007 Sponsor des Minardi Team USA. Als nach Ablauf der Saison die Champ Car World Series mit der IndyCar Series fusionierte, beendete es sein dortiges Engagement.
Während der Saison 2008 engagierte sich das Unternehmen beim GP2-Team Arden International als Hauptsponsor, welches während dieser Saison unter dem Namen Trust Team Arden auftrat.
Neben dem Engagement als Team-Sponsor unterstützte das Unternehmen verschiedene, vornehmlich niederländische Rennfahrer, wie Renger van der Zande, Christijan Albers und Jos Verstappen.
Ende 2009 beendete das Unternehmen jegliche Sponsoring-Aktivitäten.